# خوان بابلو بينو
خوان بابلو بينو (بالإسبانية: Juan Pablo Pino)‏ (مواليد 30 مارس 1987 في قرطاجنة - كولومبيا) لاعب كرة قدم كولومبي يلعب حاليا لصالح نادي الدرجة الأولى موناكو الفرنسي منذ 2007 في مركز الجناح كما يجيد اللعب في مركز المهاجم .
لعب لنادي النصر السعودي لنصف موسم في فترة اعارة.

## روابط خارجية
- خوان بابلو بينو على موقع الاتحاد الدولي (مؤرشف)  (الإنجليزية)
- خوان بابلو بينو على موقع اتحاد تركيا (لاعب) (الإنجليزية)
- خوان بابلو بينو على موقع قاعدة بيانات كرة القدم.إي يو (الإنجليزية)
- خوان بابلو بينو على موقع ناشيونال فوتبول تيمز (الإنجليزية)
- خوان بابلو بينو على موقع Soccerway.com (الإنجليزية)
- خوان بابلو بينو على موقع عالم كرة القدم.نت (الإنجليزية)
- خوان بابلو بينو على موقع كووورة
- خوان بابلو بينو على موقع AS.com (الإسبانية)